# Albion FC

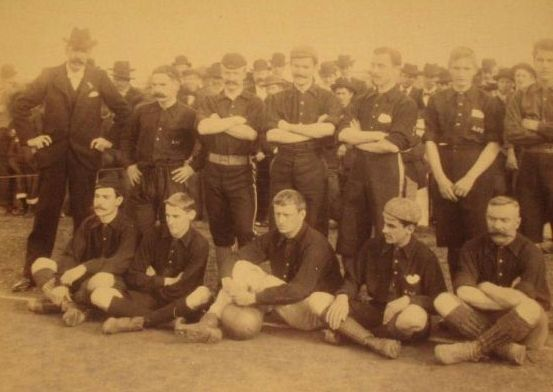
Die Mannschaft des Albion Football Club im Jahre 1898

Der Albion Football Club, kurz Albion, ist ein Fußballverein aus Montevideo in Uruguay.

## Geschichte
Der Verein wurde am 1. Juni 1891 unter dem Namen Football Asociation (in der Literatur auch Football Association) gegründet und ist der älteste reine Fußballverein des Landes. Gegründet wurde der Verein von Enrique C. Lichtenberger gemeinsam mit den Mitstreitern Willie Mac Lean, E. A. Shaw, F. J. Smith, J. O. Morse, E. Pepper, Bentley Swinden, Miguel Sardeson, John D. Woosey, Walter L. Pepper, Ernest Decurnex, G.P. Swinden, Enrique Easton, Charles H. Pratt, Pedro W. Bermúdez, H. Leopold, Carlos Chasquetti, Albert F. Lambrechts, E. Miles, H. Sagehorn, Andrews Clark, H. A. Woodcock und B. V. Bomselaar. Das erste Führungsgremium mit dem Vorsitzenden Mac Lean wurde von Schriftführer Woodcock, Schatzmeister Lichtenberger, Kapitän Woosey, Vizekapitän G. W. Swinden und dem Delegierten Clark gebildet. In Fragen der Spielkleidung entschied man sich für ein weißes Trikot mit rotem Stern auf der Brust. In der Vereinssatzung legte man nieder, dass es sich um einen uruguayischen Klub handelte. Ausländern war die Mitgliedschaft verwehrt.
Im Gründungsjahr fanden jeweils in La Blanqueada am 2. August und am 25. August zwei Freundschaftsspiele gegen den Montevideo Cricket Club statt, die man mit 1:3 und 0:6 verlor.
Bei der ersten ausgetragenen Partie bestand die Mannschaft aus den folgenden Spielern: E. Lichtenberger, C. Swinden, A.C. Lichtenberger, B. Swinden, J.O. Morse, T.J. Smith, Mannschaftskapitän J.D. Woosey, W. Mac Lean, H. Woodcock, M. Sardeson und A.F. Lambrechts. Als Ersatzspieler fungierten E.A. Shaw, W.L. Pepper und E. Decurnex.
Anschließend änderte man im Zuge der Mitgliederversammlung am 21. September 1891 den Vereinsnamen auf den heute gültigen. Auch bei der Spielkleidung wechselte man zu einem blauen Sporthemd mit weißem Kragen und Ärmeln, einer weißen Hose und schwarzen Stutzen. Auf der Versammlung am 20. März 1895 lockerte Albion die Statuten und öffnete sich schließlich auch für Ausländer innerhalb des Teams, was unter anderem den Beitritt von William Leslie Poole zur Mannschaft ermöglichte. Ferner wechselte man abermals die Farben der Spielkleidung und trug fortan die "britischen" farben marineblau und rot.
Am 15. und 16. August 1896 sind absolvierte Partien gegen den Retiro Athletic Club und Belgrano AC verzeichnet, die man mit 4:1 bzw. 5:3 in Buenos Aires gewann. Sodann fand mit dem Spiel gegen den argentinischen Hauptstadtklub Lobos Athletic Club vermutlich das erste internationale Fußballspiel auf uruguayischem Boden statt.
Albion, dass seine Begegnungen in der Frühphase der Vereinsgeschichte in Punta Carretas austrug, spielte in den Jahren 1900 bis 1905 erstklassig. Damit gehörte man zu den vier Gründungsmitgliedern der Primera División. Im Jahr 1900 gewann der Verein zudem die Erstaustragung der Copa Competencia. In jenem Jahr platzierte sich die Mannschaft des Vereins in der Liga an zweiter Stelle der Abschlusstabelle der Primera División. In der Tabelle rangierte man in den Folgejahren jeweils auf dem 5. Platz. In der Saison 1902 stellte Albion die einzige Mannschaft, die Punkte gegen den Tabellenletzten Triunfo ließ. Nachdem man in den Jahren 1906 und 1907 nicht der Primera División angehörte, kehrte der Verein zur Saison des Jahres 1908 zurück ins Oberhaus des uruguayischen Fußballs. In jenem Jahr belegte man den sechsten Rang unter zehn Mannschaften. Obwohl lediglich der Tabellenletzte Intrépido als Absteiger geführt wird, trat Albion im Jahr 1908 letztmals in der Vereinsgeschichte in der Primera División an. Im Jahr 1913 spielte Albion auf barrialer Liga-Ebene. Am 3. Mai 1914 war man an der Gründung der Liga Universitaria de Deportes mitbeteiligt. Dies erfolgte mittels einer als William Poole bezeichneten Mannschaft. 1924 meldete der Verein für die Extra, trat letztlich jedoch nicht an. Ab 1931 spielte man dann wieder auf barrialer Ebene, bevor man 1942 erneut Teil der Extra war und dieses Mal auch dort teilnahm. Am 1. Juni 1953 wurde die Mannschaft des Vereins wiederbelebt. Man gewann ungeschlagen das Torneo Preparación der AUF. Sodann trat man auch unter dem Dach der am 29. Juli 1953 gegründeten Federación Uruguaya de Fútbol Amateur an. Innerhalb dieses vier Ligen umfassenden und aus mehr als 60 Vereinen bestehenden Verbandes gewann man in den Jahren 1953 und 1954 die Meisterschaft. Die Spiele trug Albion in jener Zeit auf dem Feld des Aeródromo Boiso Lanza aus. In den 1970er Jahren spielte man in der Liga Universitaria de Fútbol und ging 1976 kurzzeitig für ein Jahr eine Fusion mit Miramar in der Primera B ein. In jener Zeit nannte das Team sich Albion Miramar.
Die Spiele werden im Parque „Dr. Enrique Falco Lichtemberger“ ausgetragen. Mindestens seit dem Jahr 2015 firmiert der Verein offenbar unter der Bezeichnung Albion Football Club SAD und ist somit in der Rechtsform einer SAD organisiert.

## Erfolge
- Copa Competencia 1900
- Uruguayischer Vizemeister 1900

## Weitere Sparten
Cricket, Baseball, Tennis, Basketball und Judo sind weitere Sportarten, die ebenfalls bislang im Verein betrieben wurden.